# Tlacaelel

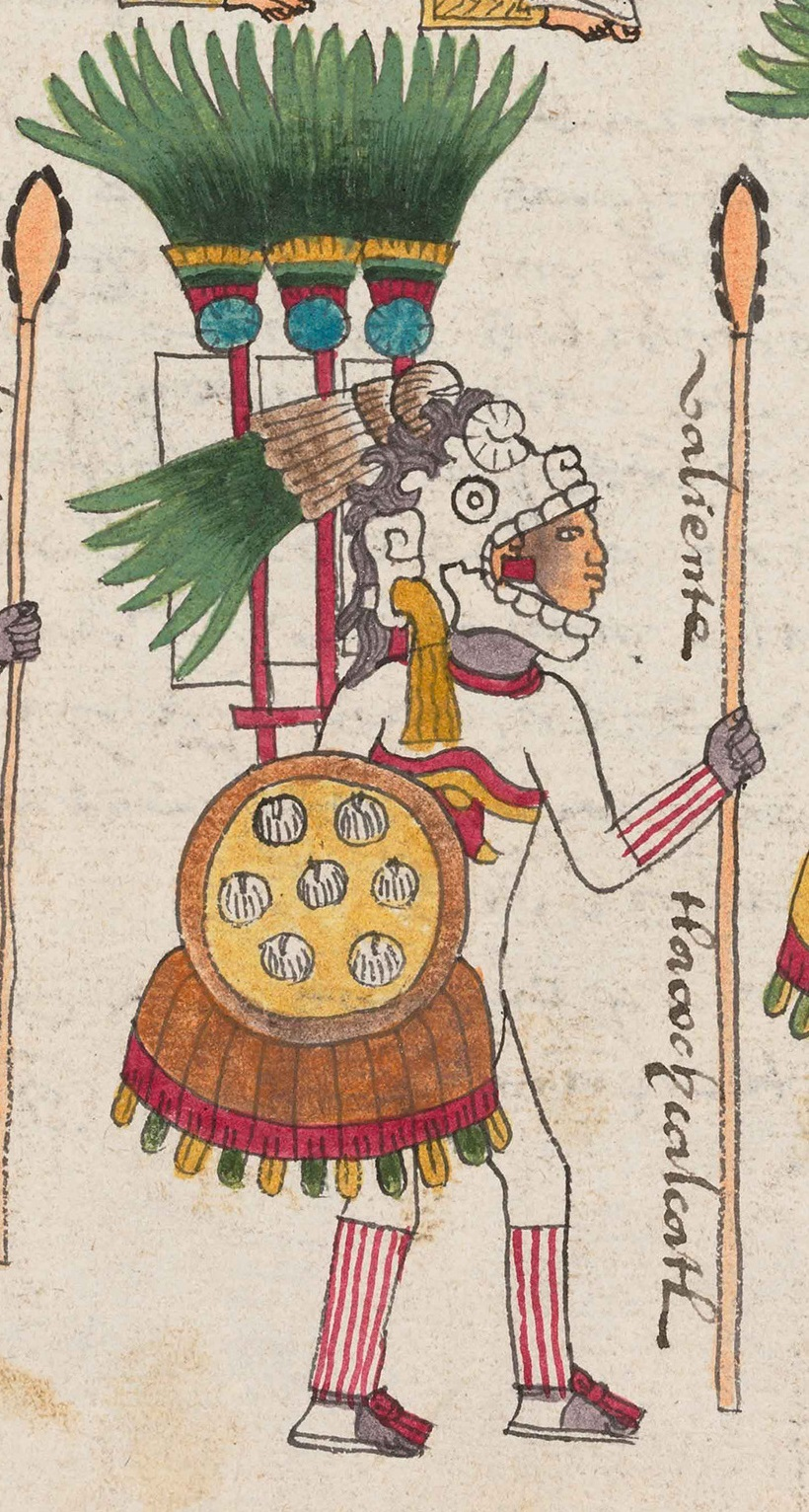
Tlacaelel (Codex Mendoza)

Tlacaelel (ur. 1397, zm. 1487) - wódz Azteków.
Tlacaelel uznawany był za doskonałego polityka, dzięki któremu prężniej rozwijało się Imperium Azteckie. Utwierdził Azteków w przekonaniu, że wojna jest misją mającą za zadanie przedłużenie dziejów świata. Był osobą głęboko wierzącą w bogów.  Stał się on pierwszym Cihuacoatl - drugim po Tlatoanim dostojniku państwa, odpowiedzialnym za skarb publiczny i wymiar sprawiedliwości w imperium.
Po zakończeniu wojny w 1428 z imperium Tepaneków Tlacaelel otrzymał tytuł tlacochcálcatl ("Pan Domu Strzał"). Gdy zapanował pokój Tlacaelel przeprowadził konsekwentną reformę całego społeczeństwa. Stworzył mistyczną wizję Azteków jako narodu wybranego przez słońce. Był inicjatorem spalenia lub skazania na zapomnienie wszystkich dotychczas napisanych lub zapamiętanych historii i stworzenie całej mitologii od podstaw.